# سارا نيلسون
سارا نيلسون (بالإنجليزية: Sara Nelson)‏ هي نقابية أمريكية، ولدت في 1973 في كورفاليس في الولايات المتحدة.